# 鈴木正朝
鈴木 正朝（すずき まさとも、1962年 - ）は、日本の法学者（個人情報保護法）。新潟大学大学院教授（情報法・法情報学）、一般財団法人情報法制研究所理事長。堀部政男に師事。

## 経歴
岩手県北上市出身。岩手県立黒沢尻北高等学校卒業、中央大学法学部卒業。中央大学大学院法学研究科博士前期課程修了、修士（法学）、情報セキュリティ大学院大学大学院情報セキュリティ研究科博士後期課程修了、博士（情報学）。
社団法人情報サービス産業協会、ニフティ株式会社を経て、2005年より新潟大学教授。法学部、大学院実務法学研究科（法科大学院）、大学院現代社会文化研究科を担当。2016年、一般財団法人情報法制研究所を立ち上げ、理事長。
この間、兵庫大学（経済情報学部）、山口大学（経済学部）、筑波技術大学、京都女子大学（現代社会学部）の非常勤講師、及び独立行政法人メディア教育開発センター等の客員教授を歴任。
学外活動として、経済産業省の個人情報保護ガイドライン検討委員会作業部会委員及び情報セキュリティ関連法律上の要求事項検討WG委員、財団法人日本規格協会JISQ15001改正原案作成委員会委員、財団法人日本データ通信協会プライバシーマーク審査会委員、財団法人日本情報処理開発協会個人情報保護WG委員、同電子商取引等に関する法的問題検討会WG委員、社団法人日本資金決済業協会自主規制委員会委員、情報ネットワーク法学会理事、同個人情報保護法研究会主査等を務める。

## 人物
JIS Q 15001や経済産業分野における個人情報保護ガイドラインの起草、プライバシーマーク制度の創設、その他各種業界ガイドラインの作成に関与するなど、主に個人情報保護法制や情報マネジメントシステムに関する研究を行う。
岡村久道弁護士との共著『これだけは知っておきたい個人情報保護』（日本経済新聞社）は、法律関連書籍としては異例の86万部を発行し、2005年のベストセラー（日販・トーハン調）総合5位、書籍ビジネス書1位となる。

## 著書

### 単著
- （堀部政男監修）『個人情報保護法とコンプライアンス・プログラム』（商事法務）
- 「JIS Q 15001 個人情報保護マネジメントシステム入門」（日本規格協会）

### 共著
- （岡村久道）『これだけは知っておきたい個人情報保護』（日本経済新聞社）
- （岡村久道）『Q&A こんな時どうする？ 個人情報保護』（日本経済新聞社）
- （岡村久道）『知らなかったでは許されない 個人情報 セキュリティ対策』 （日本経済新聞社）
- （岡村久道）『これだけは守りたい Pマーク ルールブック』（日本経済新聞社）
- （岡村久道）『これだけは守りたい 個人情報保護』（日本経済新聞出版社）
- 堀部政男監修，鈴木正朝，新保史生，齊籐雄一，太田克良著『JIS Q 15001:2006 個人情報保護マネジメントシステム 要求事項の解説』（(財)日本規格協会）
- （岡村久道編著）『サイバー法判例解説（別冊NBL）』（商事法務）
- （岡村久道編著）『インターネット訴訟2000』（ソフトバンクパブリッシング）
- （岡村久道，夏井高人他編著）『Q&A インターネットの法務と税務 』（新日本法規出版）
- 『情報通信学 学会設立20周年記念出版』（(財)情報通信学会）
- （藤田康幸編著）『インターネット法律事典』（日経BP社）
- （藤田康幸編著）『個人情報保護法Q&A 第2版』（中央経済社）
- 『新しいソフトウェア開発委託取引の契約と実務』（商事法務）
- 『アウトソーシング契約と実務』（(社)企業研究会）
- （堀部政男編著）『プライバシー・個人情報保護の新課題』（商事法務）
- （高木浩光、山本一郎）『ニッポンの個人情報 「個人を特定する情報が個人情報である」と信じているすべての方へ』（翔泳社）

### 監修
- 『個人情報保護法を理解する30問－必携ポケット版』（ダイヤモンド社）

### 共同監修
- （岡村久道）『（日経ビデオ）個人情報保護法早わかり―実務教育編―』（日本経済新聞社）
- （岡村久道）『（日経ビデオ）個人情報漏洩対策の実際』（日本経済新聞社）
- （岡村久道）『（日経ビデオ）個人情報漏洩発覚！組織対応の進め方』（日本経済新聞社）
- （岡村久道）『（日経ビデオ）個人情報 窓口対応のポイント－苦情処理から開示等の求めへの応対－』（日本経済新聞社）
- （岡村久道）『（日経ビデオ）知らなかったでは許されない！ 個人情報 セキュリティ対策』（日本経済新聞社）
- （岡村久道）『（日経ビデオ）JIS Q 15001：2006完全対応 プライバシーマーク入門』（日本経済新聞社）
- （岡村久道）『（日経ビデオ）事例で学ぶ個人情報保護法対応』（日本経済新聞出版社）